# Mimatuta
Mimatuta is een geslacht van uitgestorven hoefdierachtige zoogdieren die in het Paleoceen in Noord-Amerika leefden.

## Fossiele vondsten
Fossielen van Mimatuta zijn gevonden in de Verenigde Staten en de vondsten dateren uit de North American Land Mammal Age Puercan, het eerste deel van het Paleoceen in Noord-Amerika. Mimatuta kwam voor in het gebied van de huidige staten Wyoming en Montana. In het fossielenbestand van de Z-line Quarry in Montana, daterend van 25.000 jaar na de Krijt-Paleogeengrens, is Mimatuta het enige zoogdier zonder duidelijke regionale voorganger uit het Maastrichtien.

## Classificatie
Hoefdierachtige zoogdieren zoals Mimatuta en de verwanten Maiorana en Oxyprimus uit het vroegste Paleoceen zijn vroege vormen in de ontwikkelingslijn richting de evenhoevigen. Mimatuta werd meestal bij de Periptychidae ingedeeld, maar een studie uit 2021 wees op nauwere verwantschap met de Arctocyonidae.

## Kenmerken
Mimatuta had het formaat van een rat met een zwaar gebouwd lichaam en een lange staart. Het gewicht wordt geschat op circa 330 gram.

## Naamgeving
Leigh Van Valen beschreef in 1978 het geslacht Mimatuta. Verschillende zoogdieren uit het vroegste Paleoceen kregen door beschrijvende paleontologen een soort mythologische lading als overlevers van de Krijt-Paleogeen-massa-extinctie in een nieuwe wereld en Van Valen gebruikte met name figuren en uitdrukkingen uit de mythologie van Tolkien. Zo betekent Mimatuta "juweel van de dageraad" in de elfentaal en is Earendil (inmiddels een synoniem van Mimatuta) de morgenster in een scheppingsverhaal van Tolkien.